# Фланець (зброя)
Фланець (застаріла назва закраїна) — зовнішній поясок, який нанесено на набій за допомогою механічної обробки, лиття, фасування, штампування або пресування навколо донця гільзи. Майже всі набої мають екстракторний або зазорний фланець, навіть ті які називають «безфланцеві набої». Фланець служить для підхоплення порожньої гільзи екстрактором.

## Типи
Сучасні набої мають різні види закраїн:
- фланцеві
- безфланцеві
- напівфланцеві
- зі зменшеним фланцем
- з пояском

Ці категорії описують розмір фланця по відношенню до денця гільзи.

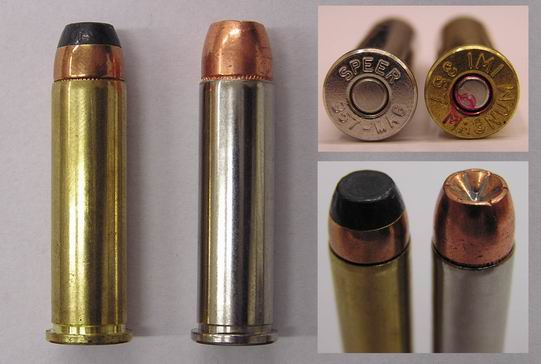
Револьверний набій Магнум .357 з фланцем

### Фланцевий
Набій з фланцем (англ. rimmed) є найдавнішим типом набоїв і має фланець, який більше за діаметром від дна гільзи. Фланець потрібен щоб утримувати набій у каморі зброї і, також, утворює добрий виступ для захоплення гільзи екстрактором. Завдяки фланцю набій знаходиться на правильній глибині у патроннику і не провалюється у нього занадто глибоко. Таким чином утворюється потрібний зазор (зазвичай це долі міліметра) між затвором та дном гільзи — це положення має назву «дзеркальний зазор». Через те, що у фланцевому набої дзеркальний зазор визначається геометрією фланця, довжина гільзи менш важлива ніж у набою без закраїни. Це дає змогу використовувати схожі набої одного калібру з закраїною у зброї з довгим патронником. Наприклад, набої .38 Special можна використовувати у револьвері .357 Magnum. Фланцеві набої добре підходять до деяких типів зброї, наприклад у револьверах, де закраїна допомагає утримувати набій на місці, і допомагає при екстракції у зброї яка переламується. Проте вони не дуже підходять для зброї з магазинним заряджанням. Хоча, зброя з магазинним заряджанням під фланцеві набої дуже поширена; у Британії використовували знамениті гвинтівки Lee–Enfield, а у СРСР гвинтівку Мосіна-Нагана, вони обидві побували на фронтах Першої і Другої світових воєн. Також фланцеві набої використовують у півавтоматичній зброї, наприклад, LAR Grizzly або Desert Eagle калібрів .357 або .44 Magnum.
Деякі типи набоїв, наприклад набої кільцевого запалення, також використовують закраїну для розташування у ній капсуля, на відміну від набоїв центрального запалювання.
У метричній системі визначення набоїв, було додано велику літеру «R» для позначення фланцевих набоїв. Наприклад, «7.62×54 мм R» фланцевий набій, і «7.62×51 мм» без фланцевий. У британській системі, немає розподілу між фланцевими і без фланцевими набоями, тільки якщо не випущено спеціальний набій з закраїною, наприклад .45 Auto Rim, спеціальна версія .45 ACP («.45 Auto»), розроблена для використання у револьверах M1917.
Приклади фланцевих пістолетних і револьверних набоїв: .38 Special, .357 Magnum, .44 Magnum тощо. Фланцеві набої для гвинтівок: .22 Hornet, .303 British, 7.62×54 мм R тощо.

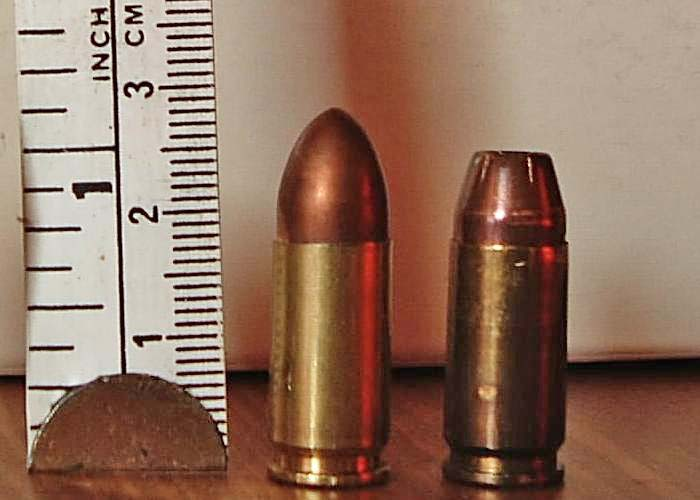
Пістолетний набій Парабеллум 9 мм безфланця

### Безфланцевий
На «безфланцевій» гільзі (англ. Rimless), закраїна майже або одного діаметра як і сама гільза; поглиблення, утворене між ободом і корпусом гільзи, має назву паз екстрактора, через те, що він утворює виступ, за який екстрактор може зачепити гільзу для виймання її з патроннику. Через відсутність закраїни, дзеркало зазору регулюється геометрією гільзи та патронника; паз екстрактора призначений лише для екстракції гільз. Відсутність закраїни дозволяє робити подачу набоїв з магазинів дуже плавною і зазвичай їх використовують у зброї з коробчастими магазинами, а також у зброї зі стрічковим, барабанним та трубчастим магазином. Безфланцеві набої не дуже підходять для переламної зброї та револьверів, хоча їх можна використовувати з відповідними змінами у зброї, наприклад з пружинним екстрактором або обоймою (наприклад, револьвери Colt та Smith & Wesson M1917 калібру .45ACP)
У безфланцевих набоях фіксація патрона у патроннику здійснюється або упором ската гільзи в скат патронника (в патронах з пляшкоподібними гільзами), або упором зрізу (переднім торцем) дульця гільзи в уступ патронника (набої з циліндричними гільзами). Перевагою прямого набою є: простота виготовлення, можлива проста конструкція пенька ствола. Недоліком є мала площа фіксації набоїв у патроннику. Перевагою пляшкоподібних набоїв є більш сприятливі умови подачі; можливий менший поперечний розмір затвора; можлива більш проста конструкція пенька ствола. Недолік є те, що вони вимагають великої точності в дотриманні розмірів як патронника, так і набою (особливо по відстані від дна гільзи до початку ската і по діаметру на початку ската). Це пояснюється тим, що положення набою в патроннику обмежується упором ската гільзи в скат патронника, а положення зовнішньої поверхні дна гільзи щодо казенного зрізу ствола залежить від сумарного допуску як на виготовлення елементів корпусу гільзи, так і на виготовлення елементів патронника. Це єдиний недолік набою даного типу. Взагалі ж гільза цього типу є найбільш сучасною.
В метричній системі визначення набоїв безфланцеві набої не мають якихось особливих літерних позначок.
Приклади безфланцевих набоїв для ручної зброї: 9mm Parabellum, .40 S&W, та .45 ACP. Приклади набоїв для гвинтівок: .223 Remington, .308 Winchester, .30-06 Springfield та 7.92×57mm Mauser.

### Напівфланцевий

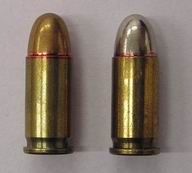
Напівфланцевий пістолетний набій .32 ACP

На напівфланцевому набої (англ. Semi-rimmed) закраїна виступає за межі корпусу гільзи, але не настільки як на набої з закраїною. Водночас гільза має і паз для екстрактора. Мала закраїна мало впливає на роботу коробчастого магазина, але дає достатню поверхню упору фланця в край патронника і формування цим точного дзеркального зазору. Такі набої зустрічаються рідше ніж інші типи. Причина цього полягає в тому, що напівфланцеві набої добре успадковують недоліки фланцевих набоїв і, водночас не мають перед ними особливих переваг. 38 Super з високим тиском, є наступником набою .38 ACP, відомий меншою точністю ніж безфланцеві набої.
В метричній системі визначення набоїв напівфланцеві набої мають додадкове позначення «SR». Наприклад 6.5×50SR є метричним позначенням набою до гвинтівки Arisaka.
Прикладом набоїв для ручної зброї є .25 ACP, .32 ACP, .38 ACP та .38 Super .308 Marlin Express. Прикладом набоїв для гвинтівок є .338 Marlin Express та .444 Marlin.

### Зі зменшеним фланцем

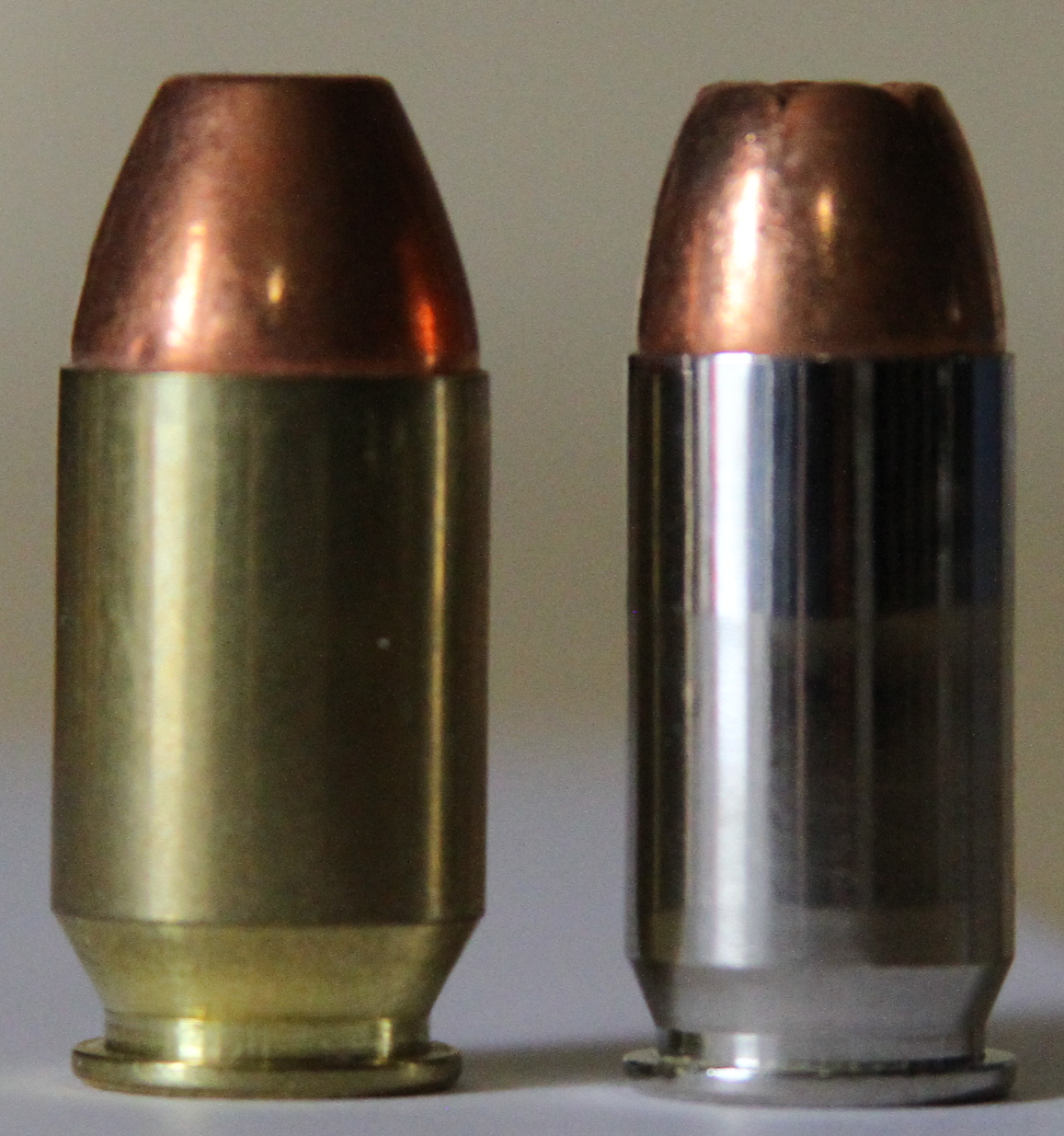
Порівняння набою зі зменшеним фланцем .50 GI (зліва) з набоєм безфланцю .45 ACP (справа)

У набоях із зменшеним фланцем (англ. Rebated rim) закраїна менше за діаметром від основної гільзи, і слугує лише для екстракції. Функціонально вони схожі на безфланцеві, але мають деякі переваги над іншими набоями. Зазвичай такі набої розробляють під час намагань переробити вже існуючу конструкцію зброї без особливих змін під набій більшого калібру.
Прикладом такого набою може бути .50 Action Express (або .50 AE), який використовують у пістолеті Desert Eagle. Щоб спростити виробництво і зменшити собівартість, набій .50 AE було розроблено зі зменшеною закраїною яка збігалася з діаметром закраїни .44 Magnum, який був загальновживаним для пістолета Desert Eagle. Через це Desert Eagle можливо переробити з .44 Magnum на .50 AE простою зміною ствола та магазина. Інші перероблені набої, такі як недовговічний .41 Action Express (діаметр закраїни збігався з  9×19 мм Парабелум) використовували у пістолеті Jericho 941, для переробки потрібно було лише замінити ствол. Останніми були (початок 2000-х) сімейство набоїв для гвинтівок Winchester Short Magnum, Winchester Super Short Magnum та Remington Ultra Magnum та Remington Short Action Ultra Magnum. У цих гільзах, закраїна була розроблена, щоб підходити під затвор для існуючих гвинтівок магнум, але сама гільза була ширшою для збільшення метального заряду, проте довжина залишилася старою, щоб вміщатися у ствольну коробку.
Також у .50 Beowulf використано конструкцію зі зменшеною закраїною. Цей набій використовують у спеціальних гвинтівках AR-15, а розмір закраїни збігається з розміром закраїни набою 7.62×39 мм.
Також подібні гільзи використовують в автоматичних гарматах які походять з 20-мм Becker, яка належить до відомого сімейства Oerlikon.
Метричне позначення таких набоїв включає літери «RB». Наприклад набій до вищезгаданих гармат Oerlikon Mk4 має позначення 20×110mm RB.

### З пояском

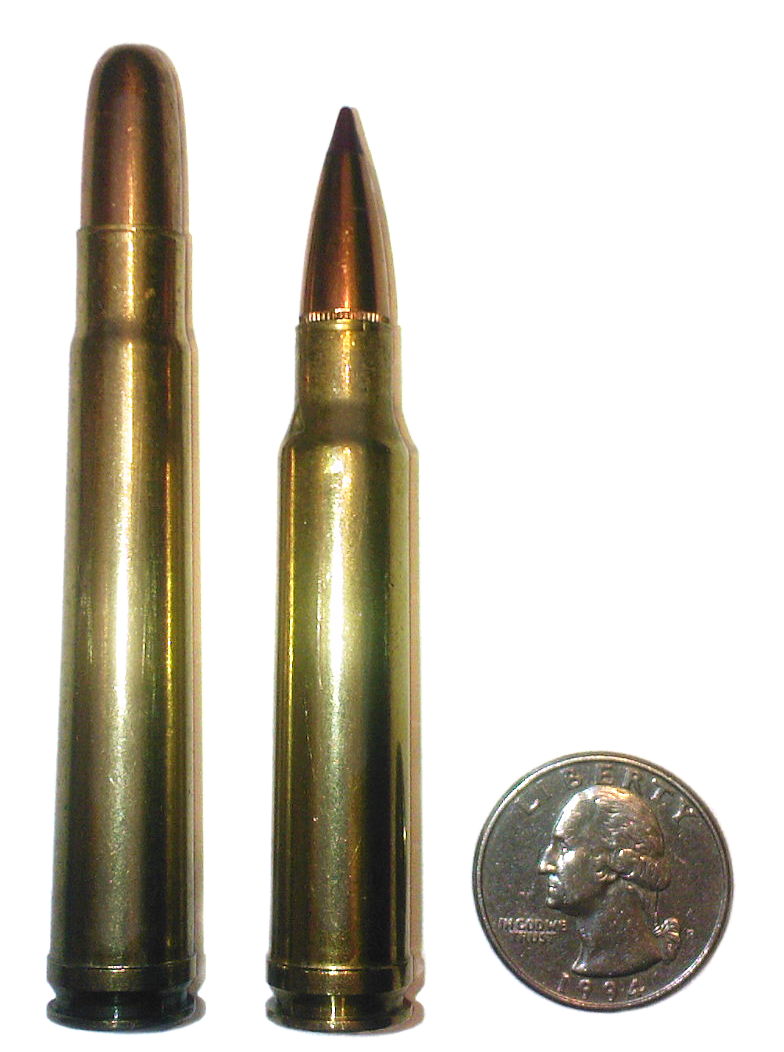
Набої з поясками .375 H&H Magnum (зліва), .338 Winchester Magnum (справа), 25 центів для порівняння

Існують набої, споряджені «пояском» (англ. Belted). Мета «пояска» на гільзах (часто мають назву «магнум з пояском») створити дзеркальний зазор за рахунок спеціального кільцевого виступу на гільзі трохи вище пазу для екстрактора. Поясок грає роль закраїни на гільзі без фланця. Форма пазу для екстрактора у таких набоїв повністю аналогічна безфланцевій. Конструкція з'явилася у Англії близько 1910 на набої .400/.375 Belted Nitro Express (також відомий як .375/.400 Holland & Holland та .375 Velopex). Додавання пояску дало набою правильний дзеркальний зазор, не зважаючи на нестачу плеча гільзи (звуження до кулі у набоях пляшкоподібної форми). Причина нестачі плеча полягала у тому, що старі британські гільзи були розраховані на використання кордиту, а не сучасного бездимного пороху. Кордит робили у вигляді спагеті-подібних стрижнів, тому для вміщення стрижнів форма гільзи повинна була бути циліндричною. Поясок було додано до інших набоїв які були створені на базі набою .375 Velopex, таких як .375 Holland & Holland Magnum 1912, щоб запобігти використанню потужних набоїв магнум у каморах схожих розмірів.
Наприкінці 20-го століття у США набої з пояском стали синонімом «магнума». Зовсім недавно, нові набої «Магнум», було введено в США набої без закраїни або зі зменшеною закраїною, на основі .404 Jeffery, які відповідають розміру .512", який використовується для набоїв з пояском.
Водночас нерідко поясок використовується і для набоїв малокаліберних автоматичних гармат, тому, що геометрія гільзи з пояском дозволяє просту пряму подачу набоїв зі патронної стрічки і водночас набої добре позіціонуються у патроннику з виконанням правильного дзеркального зазору. Це дозволяє дещо збільшити надійність роботи автоматики автоматичних гармат, що особливо актуально для авіації.
Метричне позначення таких набоїв включає літеру «B». Наприклад 7,62×67mm B, 20×105mm B, 20×138mm B, 23×152В, 30×113B, 30×155В та інші.